# Liste der Nummer-eins-Hits in Australien (1955)
Diese Liste enthält alle Nummer-eins-Hits in Australien im Jahr 1955. Es gab in diesem Jahr 16 Nummer-eins-Singles.
| Singles |
| --- |
| - The Four Lads – Skokiaan - 2 Wochen (1. Januar – 14. Januar) - Mario Lanza – Serenade (From "The Student Prince") - 2 Wochen (15. Januar – 28. Januar) - Don Cornell; Nat King Cole – Hold My Hand - 6 Wochen (29. Januar – 11. März) - Eddie Fisher – I Need You Now - 3 Wochen (12. März – 1. April) - The Four Aces; Chordettes – Mr. Sandman - 4 Wochen (2. April – 29. April) - Joan Weber; Teresa Brewer – Let Me Go, Lover - 2 Wochen (30. April – 13. Mai) - Dean Martin; Ames Brothers – The Naughty Lady of Shady Lane - 2 Wochen (14. Mai – 27. Mai) - The Four Aces; Billy Vaughn Orchestra – Melody of Love - 6 Wochen (28. Mai – 8. Juli) - Victor Young; Les Baxter – The High and the Mighty - 3 Wochen (9. Juli – 29. Juli) - Les Baxter; Pérez Prado – Cherry Pink and Apple Blossom White - 3 Wochen (30. Juli – 19. August) - Bill Haley & His Comets – Rock Around the Clock - 6 Wochen (20. August – 30. September) - Darryl Stewart – A Man Called Peter - 1 Woche (1. Oktober – 7. Oktober) - Al Hibbler; Les Baxter – Unchained Melody - 5 Wochen (8. Oktober – 11. November) - Frank Sinatra – Learnin' the Blues - 1 Woche (12. November – 18. November) - Tony Bennett – Stranger in Paradise - 3 Wochen (19. November – 9. Dezember) - Tennessee Ernie Ford; Fess Parker – The Ballad of Davy Crocket - 4 Wochen (10. Dezember 1955 – 6. Januar 1956) |

Siehe auch: Nummer-eins-Hits 1955 in  Belgien, Deutschland, Frankreich, den Vereinigten Staaten und im Vereinigten Königreich.